# Punk Funk
El punk funk es un término creado alrededor de los años setenta y ochenta para describir la fusión entre el funk y el punk o el post-punk. El sonido del punk funk gira en torno a una mutación en general de los géneros originarios, acelerado las líneas de bajo funk, con lazos suaves y guitarras que cambian el movimiento de rápido a lento. La mayoría de las líneas de las baterías son repetitivas, similares a las del hip hop, a veces incluyendo drum machines. Generalmente, se incluye una mezcla entre las voces rápidas del punk con las del funk, aunque algunas veces se incluyen rapeos. La banda fundadora de este género es Red Hot Chili Peppers.
Los grupos se ven influenciados por James Brown y George Clinton. Sin embargo, posiblemente, la primera clasificación de el estilo fue por Suicide en 1972, cuando se describían a sí mismos como "Punk, Funk and Sewer Music by Suicide" (punk, funk y música de cloaca por Suicide), a pesar de que su música representa polares opuestos. Muchas bandas de la new wave y dance de los años ochenta, como Haircut One Hundred y Romeo Void, se inspiraron en los pioneros de este género.